# Tantilla trilineata
Tantilla trilineata är en ormart som beskrevs av Peters 1880. Tantilla trilineata ingår i släktet Tantilla och familjen snokar. Inga underarter finns listade i Catalogue of Life.
Enligt den ursprungliga beskrivningen förekommer arten i Brasilien men uppgiften betvivlas. En studie från 1970 antog att utbredningsområdet är Honduras men uppgiften är inte bekräftad. Antagligen lägger honor ägg.